# NGC 5959
NGC 5959 é uma galáxia elíptica (E) localizada na direcção da constelação de Libra. Possui uma declinação de -16° 35' 46" e uma ascensão recta de 15 horas, 37 minutos e 22,3 segundos.
A galáxia NGC 5959 foi descoberta em 1886 por Ormond Stone.